# Anton Fischhaber
Anton „Tony“ Fischhaber (* 12. Oktober 1940 in Bad Tölz; † 12. März 2022 in Penzberg) war ein deutscher Automobilrennfahrer.

## Karriere
Fischhaber zählte zu den erfolgreichsten Bergrennfahrern der 1960er-Jahre. Als der damals 18-Jährige 1958 bei seinem ersten Bergrennen starten wollte, wurde er von den Veranstaltern als zu jung für diesen Sport abgewiesen. Ein knappes Jahrzehnt später hatte er drei Europa-Bergmeisterschaften und einmal die deutsche Bergmeisterschaft gewonnen.
Seine Karriere begann er 1960 auf einem BMW 700 und ein Jahr später feierte er auf einem Alfa Romeo Giulietta SZ bei einem GT-Rennen auf dem Norisring seinen ersten Rennsieg. Mitte der 1960er-Jahre wurde er Werksfahrer bei Porsche und gewann 1967 (GT), 1972 und 1973 (Produktionswagen) die Europameisterschaft für das Werksteam. Mit 19 Teilnahmen zwischen 1962 und 1983 ist er Rekordstarter beim 1000-km-Rennen auf dem Nürburgring. Seine beste Platzierung war der vierte Gesamtrang 1982, gemeinsam mit Mario Ketterer und Eckhard Schimpf auf einem BMW 320i. Eine besondere Leistung erbrachte er beim Rennen 1978, als er wegen einer Erkrankung seines Teamkollegen Romain Feitler das gesamte Rennen alleine fahren musste und am Rennende den zehnten Rang belegte.
Erwähnenswert ist der fünfte Gesamtrang beim 24-Stunden-Rennen von Le Mans 1965, gemeinsam mit Gerhard Koch auf einem Porsche 904 GTS. Nach dem Ende seiner Rennkarriere 1988 widmete er sich dem Immobilienhandel und wurde Funktionär beim EC Bad Tölz.
Er starb im März 2022.

## Statistik

### Le-Mans-Ergebnisse
| Jahr | Team                       | Fahrzeug          | Teamkollege   | Platzierung            | Ausfallgrund     |
| ---- | -------------------------- | ----------------- | ------------- | ---------------------- | ---------------- |
| 1965 | Porsche System Engineering | Porsche 904/4 GTS | Gerhard Koch  | Rang 5 und Klassensieg |                  |
| 1967 | Jacques Dewez              | Porsche 911S      | Jacques Dewez | Ausfall                | Kupplungsschaden |

### Einzelergebnisse in der Sportwagen-Weltmeisterschaft
| Saison | Team                                                    | Rennwagen                                            | 1   | 2   | 3   | 4   | 5   | 6   | 7   | 8   | 9   | 10  | 11  | 12  | 13  | 14  | 15  | 16  | 17  | 18  | 19  | 20  | 21  | 22  |
| ------ | ------------------------------------------------------- | ---------------------------------------------------- | --- | --- | --- | --- | --- | --- | --- | --- | --- | --- | --- | --- | --- | --- | --- | --- | --- | --- | --- | --- | --- | --- |
| 1962   | Anton Fischhaber                                        | Alfa Romeo Giulietta BMW 700                         | DAY | SEB | SEB | MAI | TAR | BER | NÜR | LEM | TAV | CCA | RTT | NÜR | BRI | BRI | PAR |     |     |     |     |     |     |     |
| 1962   | Anton Fischhaber                                        | Alfa Romeo Giulietta BMW 700                         |     |     |     |     |     |     | DNF |     |     |     |     | 9   |     |     |     |     |     |     |     |     |     |     |
| 1963   | Walter Schneider Biennoise Anton Fischhaber             | Martini Lotus 23 BMW 700                             | DAY | SEB | SEB | TAR | SPA | MAI | NÜR | CON | ROS | LEM | MON | WIS | TAV | FRE | CCE | RTT | OVI | NÜR | MON | MON | TDF | BRI |
| 1963   | Walter Schneider Biennoise Anton Fischhaber             | Martini Lotus 23 BMW 700                             |     |     |     |     |     |     | DNF |     | 43  |     |     |     |     | 6   |     |     | 8   | 10  |     |     |     |     |
| 1964   | Hans-Dieter Dechent Anton Fischhaber Karl Foitek Abarth | Abarth-Simca 1300 Bialbero Lotus 23 Fiat-Abarth 1000 | DAY | SEB | TAR | MON | SPA | CON | NÜR | ROS | LEM | REI | FRE | CCE | RTT | SIM | NÜR | MON | TDF | BRI | BRI | PAR |     |     |
| 1964   | Hans-Dieter Dechent Anton Fischhaber Karl Foitek Abarth | Abarth-Simca 1300 Bialbero Lotus 23 Fiat-Abarth 1000 |     |     |     |     |     |     | 32  | 10  |     |     | 13  |     |     | 14  | 5   |     |     |     |     | 14  |     |     |
| 1965   | Anton Fischhaber Porsche Scuderia Lufthansa             | Porsche 904 Elva Mk.VII Lotus 23 Abarth 1300 OT      | DAY | SEB | BOL | MON | MON | RTT | TAR | SPA | NÜR | MUG | ROS | LEM | REI | BOZ | FRE | CCE | OVI | NÜR | BRI | BRI |     |     |
| 1965   | Anton Fischhaber Porsche Scuderia Lufthansa             | Porsche 904 Elva Mk.VII Lotus 23 Abarth 1300 OT      |     |     |     |     |     |     |     |     | 11  |     | 3   | 5   |     |     | 16  |     | 14  | DNF |     |     |     |     |
| 1966   | Abarth Anton Fischhaber                                 | Abarth 1300 OT Lotus 23                              | DAY | SEB | MON | TAR | SPA | NÜR | LEM | MUG | CCE | HOK | SIM | NÜR | ZEL |     |     |     |     |     |     |     |     |     |
| 1966   | Abarth Anton Fischhaber                                 | Abarth 1300 OT Lotus 23                              |     |     | 14  |     |     | 15  |     |     |     | 7   |     |     |     |     |     |     |     |     |     |     |     |     |
| 1967   | Anton Fischhaber Jacques Dewez                          | Porsche 911                                          | DAY | SEB | MON | SPA | TAR | NÜR | LEM | HOK | MUG | BRH | CCE | ZEL | OVI | NÜR |     |     |     |     |     |     |     |     |
| 1967   | Anton Fischhaber Jacques Dewez                          | Porsche 911                                          |     |     |     |     |     | DNF | DNF |     |     |     |     |     | 18  |     |     |     |     |     |     |     |     |     |
| 1968   | Anton Fischhaber                                        | Porsche 906                                          | DAY | SEB | BRH | MON | TAR | NÜR | SPA | WAT | ZEL | LEM |     |     |     |     |     |     |     |     |     |     |     |     |
| 1968   | Anton Fischhaber                                        | Porsche 906                                          |     |     | DNF |     |     |     |     |     |     |     |     |     |     |     |     |     |     |     |     |     |     |     |
| 1970   | Scuderia Auto-Neuser                                    | Porsche 906                                          | DAY | SEB | BRH | MON | TAR | SPA | NÜR | LEM | WAT | ZEL |     |     |     |     |     |     |     |     |     |     |     |     |
| 1970   | Scuderia Auto-Neuser                                    | Porsche 906                                          |     |     |     | 12  |     |     |     |     |     |     |     |     |     |     |     |     |     |     |     |     |     |     |
| 1972   | Anton Fischhaber                                        | Porsche 911                                          | BUA | DAY | SEB | BRH | MON | SPA | TAR | NÜR | LEM | ZEL | WAT |     |     |     |     |     |     |     |     |     |     |     |
| 1972   | Anton Fischhaber                                        | Porsche 911                                          |     |     |     |     | 14  |     |     |     |     |     |     |     |     |     |     |     |     |     |     |     |     |     |
| 1973   | Anton Fischhaber                                        | Porsche Carrera RSR                                  | DAY | VAL | DIJ | MON | SPA | TAR | NÜR | LEM | ZEL | WAT |     |     |     |     |     |     |     |     |     |     |     |     |
| 1973   | Anton Fischhaber                                        | Porsche Carrera RSR                                  |     |     |     | 14  |     |     |     |     |     |     |     |     |     |     |     |     |     |     |     |     |     |     |
| 1974   | Anton Fischhaber                                        | Porsche Carrera RSR                                  | MON | SPA | NÜR | IMO | LEM | ZEL | WAT | LEC | BRH | KYA |     |     |     |     |     |     |     |     |     |     |     |     |
| 1974   | Anton Fischhaber                                        | Porsche Carrera RSR                                  | DNF |     |     |     |     |     |     |     |     |     |     |     |     |     |     |     |     |     |     |     |     |     |
| 1976   | Anton Fischhaber                                        | Porsche Carrera RS                                   | MUG | VAL | NÜR | MON | SIL | IMO | NÜR | ZEL | PER | WAT | MOS | DIJ | DIJ | SAL |     |     |     |     |     |     |     |     |
| 1976   | Anton Fischhaber                                        | Porsche Carrera RS                                   | 18  |     |     |     |     |     |     |     |     |     |     |     |     |     |     |     |     |     |     |     |     |     |
| 1977   | Jägermeister-Max-Moritz-Team                            | Porsche 911 Carrera RSR                              | DAY | MUG | DIJ | MON | SIL | NÜR | VAL | PER | WAT | EST | LEC | MOS | IMO | SAL | BRH | HOK | VAL |     |     |     |     |     |
| 1977   | Jägermeister-Max-Moritz-Team                            | Porsche 911 Carrera RSR                              |     |     |     |     |     | 10  |     |     |     |     |     |     |     |     |     | 13  |     |     |     |     |     |     |
| 1978   | Jägermeister-Racing-Team                                | Porsche 934                                          | DAY | SEB | MUG | TAL | DIJ | SIL | NÜR | LEM | MIS | DAY | WAT | VAL | ROD |     |     |     |     |     |     |     |     |     |
| 1978   | Jägermeister-Racing-Team                                | Porsche 934                                          |     |     |     | 10  |     |     |     |     |     |     |     |     |     |     |     |     |     |     |     |     |     |     |
| 1979   | Jägermeister                                            | Porsche 911 Carrera RSR                              | DAY | SEB | MUG | TAL | DIJ | RIV | SIL | NÜR | LEM | PER | DAY | WAT | SPA | BRH | ROA | VAL | ELS |     |     |     |     |     |
| 1979   | Jägermeister                                            | Porsche 911 Carrera RSR                              |     |     |     |     | DNF |     |     |     |     |     |     |     |     |     |     |     |     |     |     |     |     |     |
| 1980   | Erich Schiebler Jägermeister                            | Porsche 935 BMW 320i                                 | DAY | BRH | SEB | MUG | MON | RIV | SIL | NÜR | LEM | DAY | WAT | SPA | MOS | ROA | VAL | DIJ |     |     |     |     |     |     |
| 1980   | Erich Schiebler Jägermeister                            | Porsche 935 BMW 320i                                 |     |     |     |     | 10  |     |     | 10  |     |     |     |     |     |     |     |     |     |     |     |     |     |     |
| 1981   | Anton Fischhaber Jägermeister                           | BMW 320i                                             | DAY | SEB | MUG | MON | RIV | SIL | NÜR | LEM | PER | DAY | WAT | SPA | MOS | ROA | BRH |     |     |     |     |     |     |     |
| 1981   | Anton Fischhaber Jägermeister                           | BMW 320i                                             |     |     | 3   |     |     |     | 17  |     |     |     |     |     |     |     |     |     |     |     |     |     |     |     |
| 1982   | GS-Tuning                                               | BMW 320i                                             | MON | SIL | NÜR | LEM | SPA | MUG | FUJ | BRH |     |     |     |     |     |     |     |     |     |     |     |     |     |     |
| 1982   | GS-Tuning                                               | BMW 320i                                             | 4   |     |     |     |     |     |     |     |     |     |     |     |     |     |     |     |     |     |     |     |     |     |